# Simone Mayer
Pour les articles homonymes, voir Mayer.
Simone Mayer, née Bloch (1920-2006) est un médecin français. Elle a été professeur d'hématologie à la faculté de médecine de Strasbourg et directrice du Centre régional de transfusion sanguine (CRTS) de Strasbourg.

## Biographie
Simone Bloch naît à Metz, en Moselle, le 18 mai 1920. Elle obtient son baccalauréat en 1938 au lycée de jeunes filles de Metz. Élève brillante, elle s'inscrit à la Faculté de médecine de Strasbourg.
En 1940, elle suit le déplacement de la faculté réfugiée à Clermont-Ferrand. En 1943, à la suite des rafles et des interdictions faites aux étudiants de confession israélite, elle est contrainte de quitter la faculté. Jusqu'à la fin de la guerre, elle doit se cacher dans le Roannais.
En 1944-45, Simone Mayer réintègre la Faculté de Médecine à Strasbourg. En 1946, elle travaille dans le service de Médicale A, avec Georges Mayer. Elle épouse le professeur Georges Mayer en 1951. De cette union naîtront deux enfants : un fils en 1954 et une fille née en 1955
Après avoir contribué aux travaux du professeur Robert Waitz sur la moelle osseuse ainsi qu'à ceux du professeur Jean Dausset (lauréat du Prix Nobel de médecine) sur les groupes leuco-plaquettaires, elle accède à la direction du CRTS en 1976, succédant au professeur Waitz.
Simone Mayer meurt le 6 octobre 2006 à Strasbourg.

## Travaux
Une étude portant sur les lymphocytes qu'elle a réalisé dans les années 1980-1981 a permis de réduire considérablement les dangers transfusionnels liés au VIH du SIDA en Alsace.  
- (en) Albert, Anne ; Bellocq, Jean-Pierre ; Bergerat, Jean-Pierre ; Falkenrodt, Annie ; Lang, Jean-Marie ; Levy, Salomon ; Mayer, Simone ; Ruch, Jean-Victor ; Tongio, Marie-Marthe ; Francoise Uettwiller et al. « Membrane markers, karyotypic abnormalities, ultrastructure and functional properties of lymphocytes in a case of ‘D-cell’ chronic lymphatic leukemia » Leukemia Research 1984;8(2):223-237.
- (en) Aleksijevic, Alexandre ; Falkenrodt, Annie ; Lang, Jean-Marie ; Mayer, Simone ; Oberling, Francis. « Immunomodulation with diethyldithiocarbamate in patients with aids-related complex » Lancet 1985;326(8463):1066.
- (en) Aleksijevic, Alexandre ; Cremel, Gérard ; Falkenrodt, Annie ; Giron, Cathy ; Hubert, Pierre ; Lang, Jean-Marie ; Mayer, Simone ; Mutet, Christine ; Oberling, Francis ; Waksman, Albert. « Decreased membrane “fluidity” of T lymphocytes from untreated patients with Hodgkin's disease » Leukemia Research 1986;10(12):1477-84.
- (en) Cazenave, Jean-Pierre ; Fabre, Michel ; Garaud, Jean-Claude ; Hanau, Daniel ; Mayer, Simone ; Pauly, Gilles ; Schmitt, Didier A. ; Tongio, Marie-Marthe. « Human Epidermal Langerhans Cells Cointernalize by Receptor-Mediated Endocytosis "Nonclassical" Major Histocompatibility Complex Class I Molecules (T6 Antigens) and Class II Molecules (HLA-DR Antigens) » Proceedings of the National Academy of Sciences of the United States of America 1987;84(9):2901–5. PMID 3106979
- Gex, Madeleine ; Mayer, Georges et Mayer Simone, Transfusion sanguine. Paris : Librairie Maloine, 1958.
- Hauptmann, Georges ; Mayer, Georges ; Mayer, Simone et Waitz, Robert, Hématologie : D.C.E.M. 1. Cours polycopiés. Strasbourg : Amicale des étudiants en médecine, 1974.

## Honneurs
- Chevalière de la Légion d'honneur
- Chevalière de l'ordre des Palmes académiques
- Chevalière de l'ordre national du Mérite